# Benediktas Juodka
Benediktas Juodka (ur. 13 stycznia 1943 w Ucianie) – litewski naukowiec, profesor, biochemik, w latach 2002–2012 rektor Uniwersytetu Wileńskiego, poseł na Sejm Republiki Litewskiej.

## Życiorys
W 1968 ukończył studia chemiczne na Uniwersytecie Moskiewskim. Na tej samej uczelni uzyskiwał stopnie naukowe doktora i doktora habilitowanego. W 1982 został profesorem. Od 1969 zawodowo związany z Uniwersytetem Wileńskim, gdzie podjął pracę w Katedrze Biochemii i Biofizyki. W latach 1991–2001 pełnił funkcję prorektora uniwersytetu, następnie wykonywał obowiązki rektora. W 2002 został powołany na stanowisko rektora Uniwersytetu Wileńskiego, które zajmował do 2012. W 1987 powołany na członka korespondenta, a w 1990 na członka krajowego Litewskiej Akademii Nauk, był także prezesem tej instytucji w latach 1992–2003.
W wyborach parlamentarnych w 2012 wystartował do Sejmu z ramienia Litewskiej Partii Socjaldemokratycznej, uzyskując z listy krajowej tego ugrupowania mandat poselski.

## Odznaczenia
- Krzyż Oficerski Orderu Wielkiego Księcia Giedymina – 1999[2]
- Krzyż Komandorski Orderu Zasługi RP – 2001[3]
- Medal Rady Bałtyckiej – 2011[4]